# علي الجرادي
علي الجرادي كاتب صحفي وسياسي يمني يرأس تحرير صحيفة الأهالي اليمنية ومن ابرز الصحفيين والمحللين السياسين في اليمن وكان له دور كبير في مساندة الثورة الشعبية التي اندلعت في اليمن في 2011. تم تعيينه رئيس لدائرة الاعلام والثقافة للتجمع اليمني للإصلاح في مارس 2015م